# زالومون حزقيال ماركوس عيسى
زالومون حزقيال ماركوس عيسى (بالإسبانية: Salomón Juan Marcos Issa)‏ هو سياسي مكسيكي، ولد في 5 يوليو 1948 في توريون في المكسيك. حزبياً، نشط في الحزب الثوري المؤسساتي. وقد انتخب عضو مجلس النواب المكسيك.